# جو ديفيس (لاعب كرة قدم بريطاني)
جو ديفيس (بالإنجليزية: Joe Davis)‏ (22 مايو 1941 بغلاسكو في المملكة المتحدة - 5 أغسطس 2016 في المملكة المتحدة) هو لاعب كرة قدم بريطاني في مركزي الدفاع والظهير. لعب مع نادي كارلايل يونايتد ونادي هيبرنيان وتورونتو سيتي ونادي لانارك الثالث.

## وصلات خارجية
- جو ديفيس على موقع عالم كرة القدم.نت (الإنجليزية)